# Поль Біє-Ейене
Поль Біє-Ейене (Paul Bie-Eyene) — габонський військовик та дипломат. Надзвичайний і Повноважний Посол Габону в РФ, з одночасної акредитацією в Україні.

## Життєпис
З 1996 по 25 серпня 2000 рр. — був Надзвичайним і Повноважним Послом в Луанді.
З 26 жовтня 2000 року по 30 червня 2005 року — він був Надзвичайний і Повноважний посол в Преторії.
З 8 листопада 2005 по 2009 рр. — Надзвичайний і Повноважний Посол Габону в РФ, з одночасної акредитацією в Україні.
З 2009 по 29 червня 2012 рр. — був Генеральним секретарем Міністерства закордонних справ Габона.
На виборах до парламенту Габону у 2011 році, став членом Національних зборів Габону 12 скликання, від Габонської демократичної партії (2012—2017).